# 143622 Robertbloch
143622 Robertbloch è un asteroide della fascia principale. Scoperto nel 2003, presenta un'orbita caratterizzata da un semiasse maggiore pari a 2,3168225 UA e da un'eccentricità di 0,0574772, inclinata di 7,14445° rispetto all'eclittica.